# Command and Conquer : Alerte rouge
Pour les articles homonymes, voir Alerte Rouge.
Command and Conquer : Alerte rouge (Command and Conquer: Red Alert en version originale) est un jeu vidéo de stratégie en temps réel développé par Westwood Studios et publié par Virgin Interactive sur PC et Macintosh le 31 octobre 1996 en Amérique du Nord et le 18 novembre en Europe. Il se déroule chronologiquement avant Command and Conquer : Conflit du Tibérium (1995) dont il reprend le système de jeu et une partie de l'univers et marque le départ d'une nouvelle série dont le scénario est fondé sur une réalité alternative. Bien accueilli par les critiques, le jeu connait un important succès commercial avec 1,5 million de copies vendues en moins d'un mois.
Westwood développe ensuite deux extensions en coopération avec Intelligent Games, Missions Taïga et Missions M.A.D., publiées respectivement en avril et septembre 1997. Fin 1997, le jeu est également porté sur PlayStation, version rééditée en 2008 sur le PlayStation Network pour la PlayStation 3 et la PlayStation Portable. À la suite du succès d'Alerte Rouge, deux suites appelées Alerte rouge 2 et Alerte Rouge 3 sont publiées par Electronic Arts en 2000 et 2008. Depuis le 13e anniversaire de la série Command and Conquer, la version PC du jeu originale est disponible gratuitement en téléchargement.
Alerte Rouge a été reconnue par le Livre Guinness des records comme la série de jeu de stratégie en temps réel la plus vendue dans le monde, avec plus de douze millions d'unités vendues, soit plus de la moitié des 21 millions de copies des jeux de la série Command and Conquer vendues avant la sortie de Command and Conquer: Generals en 2003.

## Trame

### Univers
Le scénario d’Alerte Rouge se déroule dans une réalité alternative dans laquelle Albert Einstein parvient à finaliser une machine spatio-temporelle qu'il utilise pour voyager entre le Nouveau-Mexique de 1946 et l'Allemagne de 1924 et faire disparaître Adolf Hitler. Lorsqu'il revient en 1946, la Seconde Guerre mondiale n'a pas eu lieu et l'Europe est toujours en paix. Cependant l'équilibre des forces du vieux continent s'en trouve bouleversé, ce qui permet à l'Union soviétique de Joseph Staline de devenir très puissante. En 1953, Staline lance alors son armée à la conquête de l'Eurasie, annexant d'abord la Chine avant d'envahir l'Europe de l'Est. Les nations Européennes se regroupent alors, menant les Alliés et les Soviétiques à une guerre pour le contrôle de l'Europe.

### Scénario
Le joueur peut choisir de contrôler les Soviétiques ou les Alliés dans deux campagnes distinctes et indépendantes dont le dénouement diffère suivant le camp choisi. Dans la campagne des Alliés, ceux-ci parviennent à vaincre les forces Soviétiques et à détruire la forteresse de Staline, qu'ils découvrent enseveli sous les décombres. C'est cette fin qui s'inscrit dans la trame historique utilisée pour Command and Conquer : Alerte rouge 2.
Dans la deuxième campagne, les Soviétiques parviennent à capturer le palais de Buckingham. Alors que Staline félicite le joueur pour cette victoire, il se fait empoisonner par Nadia. Après la mort du dictateur, elle révèle au joueur être membre de la Confrérie du Nod mais que celle-ci prévoit de rester dans l'ombre jusqu'aux années 1990, laissant le joueur à la tête de l'URSS. Elle est alors trahie et tuée par Kane, le conseiller de Staline, qui se révèle être le cerveau de cette opération. Cette fin fait ainsi le lien avec les évènements décrits dans le premier Command and Conquer.

### Personnages
Alliés
- Général Günther von Esling, officier général de l'armée allemande, commandant en chef des forces alliées européennes. Joué par Arthur Roberts.
- Général Nikos Stavros, officier général de l'armée grecque, adjoint du général von Esling. Joué par Barry Kramer.
- Tanya Adams, Membre des commandos spéciaux américains. Jouée par Lynne Litteer.
- Professeur Albert Einstein, physicien. Joué par John Milford.
- Général Ben Carville, officier général de l'armée des États-Unis et commandant des forces alliées. Il commande le joueur dans Alerte Rouge: Mission Tesla. Joué par Barry Corbin.

Soviétiques
- Joseph Staline, secrétaire général du Parti Communiste de l'URSS et Généralissime de l'Union soviétique. Leader de la faction soviétique dans le jeu. Joué par Eugene Dynarski.
- Nadia, chef du NKVD. Jouée par Andrea C. Robinson.
- Général Gradenko, commandant en chef de l'armée soviétique. Joué par Alan Terry.
- Maréchal Georgi Kukov, officier puis officier général de l'Armée rouge. Joué par Craig Cavanah.
- Général Topolov. commandant en chef de l'armée soviétique et mentor du joueur dans Alerte Rouge: Mission Tesla. Joué par Alan Charof.
- Kane, conseiller de Joseph Staline, il est en fait à la tête de la Confrérie du Nod. Joué par Joseph D. Kucan.

## Système de jeu
Alerte Rouge est un jeu vidéo de stratégie en temps réel (STR) reprenant le concept du « récolter-construire-conquérir » introduit par Westwood Studios dans Dune II et déjà utilisé dans le premier Command and Conquer. Comme dans celui-ci, le joueur doit collecter une ressource, le Minerai lui permettant de construire des bases et de créer des troupes afin de combattre l'armée adverse jusqu'à obtenir la victoire. Le gameplay d’Alerte Rouge se distingue néanmoins de celui de son prédécesseur par la grande variété d'unités présentes dans le jeu ainsi que par le fait que celles-ci différent fortement d'une faction à l'autre,. L'interface intègre également des améliorations comme la possibilité de sélectionner un nombre illimité d'unités (64 sur PS1).

### Les combats
Les batailles d’Alerte rouge se déroulent sur trois théâtres : sur terre, sur mer et dans les airs. Chaque camp (Alliés ou Soviétiques) peut produire des unités terrestres, aériennes et navales. Chaque camp possède aussi ses propres capacités, et chaque unité ne trouve pas forcément son équivalent dans le camp adverse.
L'équilibre entre les forces Alliées et Soviétiques était innovant à cette époque.
Contrairement à la série Tibérium dans laquelle le GDI (qui passe pour le « gentil ») est dotée d'une armée lourde, dans cet opus l'armée soviétique (qui passe pour le "méchant") peut être rapprochée du GDI du jeu précédent Conflit du Tibérium en termes de forces. Elle dispose en effet d'unités lourdes et puissamment armées, contrairement aux Alliés qui disposent de forces plus légères et d'unités disposant de technologies avancées permettant des actes d'espionnage et de sabotage (tout comme la Confrérie du Nod).
Contrairement à l'équilibrage « pierre-feuille-ciseaux » des jeux récents, Alerte rouge oblige chaque joueur à utiliser les avantages de son camp pour compenser ses faiblesses. Les tacticiens préféreront les Alliés qui se basent sur le camouflage, la rapidité et les capacités spéciales pour vaincre l'ennemi. Les joueurs qui préfèrent l'affrontement frontal choisiront plutôt le camp soviétique avec sa puissance de feu et son blindage lourd.
Cela met Alerte rouge en exergue par rapport à d'autres jeux du moment comme Total Annihilation ou Warcraft II: Tides of Darkness dans lesquels chaque camp possède pratiquement les mêmes unités.

#### Sur terre
Les Soviétiques sont de redoutables combattants au sol grâce à leur force brute : leur char de combat le plus faible est plus puissant (plus lent, mais avec un plus gros blindage et une puissance de feu supérieure) que le meilleur tank Allié, et ce même s'il est à peine plus cher. Le Tank Mamouth soviétique, en plus d'être puissant, est très polyvalent : il peut aussi tirer des roquettes contre les unités aériennes ou l'infanterie. Le Véhicule lance-missile V2 est aussi un atout pour l'armée soviétique car il envoie un missile très puissant à très longue portée, ce qui peut permettre de détruire les défenses d'une base avant d'y engager des chars. En contrepartie, c'est une unité fragile, inefficace à courte portée. En résumé, les Alliés ont un désavantage significatif lors des batailles frontales.
Les unités alliées ont quelques avantages, puisque leur « char léger » et leur « char moyen » sont plus rapides (ils peuvent éviter les tirs directs s'ils sont en mouvement), ont une cadence de feu plus élevée (ils infligent plus de dommages dans un temps donné, s'ils parviennent à survivre assez longtemps), et sont moins chers et plus rapides à fabriquer. Les tanks moyens sont souvent utilisés comme de la chair à canon, subissant le feu ennemi pendant que les tanks légers, plus rapides, harcèlent l'adversaire. L'artillerie mobile alliée a plus ou moins les mêmes caractéristiques que le V2 soviétiques mais coûte moins cher et mettent bien moins de temps à recharger. En contrepartie, leur portée, leur puissance, leur vitesse ainsi que leur résistance sont moins élevées que celles de la rampe V2.
Les Alliés ont aussi des mines anti-tank qui peuvent être posées à des carrefours stratégiques et endommager sévèrement les tanks ennemis. Elles provoquent un dilemme pour le commandant soviétique : les ignorer et prendre le risque d'arriver à l'affrontement avec des tanks en mauvais état, ou nettoyer la zone au préalable en ralentissant sa progression et en ruinant l'effet de surprise.
En ce qui concerne les structures défensives, les soviétiques se reposent principalement sur la force destructrice et dissuasive de leur bobine de Tesla, puissante à la fois contre les véhicules et l'infanterie. Mais celle-ci est très chère et consomme énormément d'électricité. La destruction de quelques centrales suffit souvent à désactiver toute la défense d'une base soviétique. Leur deuxième structure défensive, la tour lance-flammes, est puissamment blindée, efficace contre l'infanterie mais seulement à courte portée et plutôt faible contre les véhicules lourds. Ses dégâts sont néanmoins mortels pour les véhicules légers tels que l'artillerie ou le ranger allié. Toutefois, elle inflige des dégâts collatéraux à toutes les unités environnantes.
Les Alliés ont le bunker, excellent contre l'infanterie, et la tourelle anti-tank, qui se révèle moyennement efficace contre les tanks (surtout quand elle est déployée seule ou si les véhicules adverses restent en mouvement). Elle est utilisée comme force d'appui autour de laquelle les unités mobiles peuvent se rassembler pour repousser une attaque. Le bunker existe en version camouflée, il est alors plus résistant. Cette version est beaucoup plus difficile à repérer, même pour son propriétaire.

#### Dans les airs
Les Soviétiques disposent de plusieurs aéronefs spécialisés : le Yak pour les attaques courtes, spécialement utile pour disperser l'infanterie et détruire les bâtiments légers, le MiG-23 contre les unités blindées, les bateaux et les bâtiments lourds. La construction d'une piste d'atterrissage donne aussi accès à l'avion espion, aux parachutistes et aux para-bombes, des raids spéciaux qui peuvent être utilisés périodiquement. Les soviétiques ont enfin le Hind, un hélicoptère à tout faire dont la mitrailleuse peut être utilisée aussi bien contre l'infanterie que les unités blindées.
Les Alliés disposent seulement d'un hélicoptère, le Longbow, efficace contre les bâtiments et les véhicules blindés. Ses missiles AGM-114 Hellfire sont plus efficaces que le Hind soviétique sur les véhicules et les bâtiments mais beaucoup moins face à l'infanterie.
Comme les poseurs de mines, les unités aériennes doivent retourner à leur base pour recharger leur stock de munitions après un raid. Le MiG utilise systématiquement tous ses missiles dans une attaque, sur une seule cible. Le Yak utilise également toutes ses munitions mais couvre une zone de mitraillage plus large. Les deux hélicoptères peuvent contrôler l'utilisation de leurs munitions, mais ils ne peuvent pas décharger leur stock en une fois comme les avions. Les MiG ont incontestablement un avantage car ils se rechargent très rapidement par rapport aux autres unités aériennes (le Yak est le plus lent). De plus, un escadron de six MiG peut détruire n'importe quelle unité ou structure du jeu (y compris les plus lourdes comme le chantier de construction, le croiseur ou le collecteur de minerai). Certains joueurs adoptent d'ailleurs des stratégies presque exclusivement basées sur les MiG, en construisant parfois plusieurs dizaines d'aéroports et en effectuant des raids aériens continuels (les autres unités ne servant alors qu'à la reconnaissance).
Néanmoins, les Alliés disposent de plusieurs défenses aériennes efficaces : le très destructeur canon anti-aérien (précis et puissant, capable de détruire très rapidement les MiG et Yak soviétique au blindage léger, et pouvant donc faire barrage à des raids aériens), les destroyers marins dotés de missiles, et l'infanterie lance-roquettes (qui peut être placée dans un VBT pour plus de mobilité).
Par opposition, le missile SAM soviétique, bien que puissant, a une cadence de tir plus lente et ne peut faire face à un raid. Les Soviets manquent d'unités anti-aériennes mobiles. Seuls les tanks Mammouth sont dotés de missiles AA, mais ils sont lents. De plus, leurs unités aériennes sont faiblement blindées et le remplacement d'un MiG coûte cher.
En multijoueur, les deux armées disposent aussi de l'hélicoptère de transport CH-47 Chinook qui peut contenir cinq unités d'infanterie. Cet hélicoptère n'est pas constructible dans les missions solo (à l'instar du VCM, du Silo à Missiles et de Tanya) mais apparaît souvent.

#### Sur mer
La bataille navale est un autre aspect du jeu, et les Alliés la dominent.
Les Alliés disposent de trois navires :
- l'aviso-torpilleur, armé d'un canon de 50 mm et de charges sous-marines. Il est bon marché mais très faible autant en blindage qu'en puissance de feu. Il sert quasi exclusivement « d'arme anti-sous-marins jetable » ;
- le contre-torpilleur, armé de missiles guidés et de charges sous-marines. Il sert d'unité navale à tout faire et peut engager à la fois les sous-marins, les avions et les unités terrestres proches de la côte ;
- le croiseur, armé de deux canons de 203 mm. Il est lent, très cher, incapable de se défendre contre les sous-marins en attaque directe, mais possède une puissance de feu, une résistance et une portée extraordinaires qui lui permettent de frapper presque n'importe où sur la carte, mais sa précision laisse néanmoins à désirer. Cependant, celle-ci est contournée en le forçant à tirer sur une zone proche de la cible (par Ctrl + Clic). Cette technique peut même être utilisée pour viser des sous-marins et enlever des arbres isolés.

Le sous-marin soviétique fait surtout office de contrepoids face à la puissance navale Alliée. Sa discrétion lui permet de se déplacer sans être repéré. Il ne devient vulnérable que lorsqu'il fait surface pour tirer. Ses torpilles ont une longue portée comparé aux charges sous-marines alliées, lui permettant systématiquement de tirer le premier. Les groupes de sous-marins attaquant par surprise peuvent couler un ou deux navires ennemis avant qu'ils puissent répondre. De plus, leur capacité de discrétion oblige les commandants alliés à déployer leurs unités navales avec précaution, et à fabriquer des navires d'escorte. Si le sous-marin est très endommagé, il met plus de temps à disparaître sous l'eau.
Néanmoins, les Alliés ont d'autres possibilités pour rechercher activement les sous-marins ennemis au lieu de seulement réagir passivement à leurs attaques. Ils peuvent utiliser l’hélicoptère Longbow pour attaquer les sous-marins repérés, et même « nettoyer » des zones maritimes suspectes en ouvrant le feu dessus. Un sous-marin touché fait obligatoirement surface, et n'est pas doté de défenses anti-aériennes. De plus, les torpilles sont lentes et peuvent être évitées en manœuvrant les avisos et les contre-torpilleurs.
La suprématie aérienne des soviétiques est sans doute la réponse la plus efficace contre les navires alliés, même si un raid aérien peut être coûteux en cas de présence de contre-torpilleurs. Les commandants soviétiques trouvent néanmoins cette contrepartie attirante car ils peuvent remplacer les MiG plus rapidement que les navires Alliés de même prix. Cela dit, un MiG volant au-dessus de deux contre-torpilleurs pour cibler un croiseur a de grandes chances d'être détruit à la première salve.
L'avantage naval allié est rendu inutile sur les cartes sans eau, ou avec une zone navale trop peu étendue.

#### Camouflage
La seconde force alliée est sa capacité de camouflage. Le générateur d'ombre est une structure permettant de générer un brouillard de guerre pour l'adversaire. Elle est particulièrement efficace pour camoufler une base et éviter les raids aériens incessants (on ne peut envoyer une unité aérienne sur une zone recouverte par le brouillard). Les Alliés peuvent également envoyer un satellite GPS pour dévoiler toute la carte. Ils peuvent aussi construire des leurres, des bâtiments ressemblant à des chantiers de construction, des dômes radar, des usines d'armement ou des chantiers navals mais inutilisables, cela afin de tromper l'ennemi sur l'emplacement de leur base.
Enfin, ils disposent de trois unités particulières :
- l'espion, indétectable par l'ennemi (sauf par les chiens soviétiques) et qui peut s'introduire dans les bâtiments pour informer sur le budget ou la production d'électricité de l'ennemi ou permettre au joueur de connaître l'unité actuellement en production ;
- un voleur qui peut s'introduire dans une raffinerie ou un silo de minerai pour voler les crédits adverses ;
- Tanya, un commando d'élite particulièrement efficace contre l'infanterie et qui peut placer des charges explosives sur les bâtiments.

Les principales unités soviétiques pour contrer ces saboteurs sont le poseur de mines anti-infanterie, utilisé pour piéger les alentours des bâtiments cruciaux ou les entrées des bases, et le chien d'attaque qui repère les espions. Les soviétiques ont aussi des capacités de reconnaissance : l'avion espion qui peut dévoiler périodiquement une zone de la carte, et les parachutistes qui peuvent être déployés partout sur la carte pour récupérer des caisses ou même endommager des zones vulnérables d'une base ennemie.

#### Armes spéciales
Chaque camp dispose d'une arme ultime (en multijoueur seulement) : la bombe atomique, une arme dévastatrice qui endommage tout ce qui se trouve dans un écran de jeu.
En plus de celle-ci, ils ont aussi accès à une autre arme spécifique :
- Les Alliés disposent de la « Chronosphère » qui permet de transporter un véhicule n'importe où sur la carte déjà explorée (même dans l'eau). Cependant, lorsqu'un véhicule de transport est télétransporté, l'infanterie qu'il transporte disparaît. De même, il est impossible de "chronoporter" des unités d'infanterie, si elles sont sélectionnées puis chronoportée, les soldats meurent instantanément. Il est toutefois possible de se servir de cette capacité contre l'adversaire.
- Les soviétiques disposent du « Rideau de Fer » qui permet de rendre un véhicule ou un bâtiment temporairement invulnérable.

#### Caisses
Des caisses sont réparties sur la carte (aléatoirement en Multijoueur). Elles peuvent contenir :
- de l'argent : 2000 crédits, sauf en Multijoueur où le montant est aléatoire (si les bases sont actives, que le joueur n'a plus de Raffinerie et que ses crédits sont insuffisants, son montant sera néanmoins de 2000 crédits, 1594 en mode de difficulté Facile) ;
- une sphère de soin qui restaure toutes les unités et bâtiments (dans les missions de Campagne, la caisse est alors grisée) ;

En Multijoueur uniquement :
- cinq unités d'infanterie parmi celles-ci : mitrailleurs, grenadiers (même chez les Alliés), bazookas, ingénieurs ;
- un véhicule de la faction jouée ou un VCM (fréquent si le joueur n'a plus de bâtiment) ;
- un GPS qui révèle toute la carte ou à l'inverse : un générateur de brouillard quasi intégral ;
- une caisse piégée qui explose à son ouverture ;
- un booster (soit de puissance, soit de vitesse, soit de blindage, soit une invulnérabilité temporaire du type « Rideau de fer ») qui agit sur l'unité prenant la caisse et sur les unités et constructions situées sur les cases environnantes ;
- l'acquisition d'une technologie à usage unique (soit la bombe atomique, soit la chronoportation, soit le signal sonar, soit les parabombes).

### Interface
Le jeu a été salué pour son interface, bien plus développée que les autres jeux de l'époque. Il est par exemple possible de contrôler un nombre presque illimité d'unités en même temps (contrairement à Warcraft II: Tides of Darkness ou StarCraft), de créer des formations d'unités et d'assigner jusqu'à dix groupes d'unités.
Contrairement à Warcraft II, il n'existe pas de brouillard de guerre dans Alerte Rouge.

### Modes de jeux
Alerte Rouge dispose de deux modes de jeu différents. Le mode solo consiste en une succession de quatorze missions de difficulté croissante dans lesquelles le joueur tente d'amener les Alliés ou les Soviétiques jusqu'à la victoire finale. Les différentes missions sont variées et en plus des missions classiques demandant au joueur de détruire la base adverse, le joueur doit parfois protéger un convoi ou libérer des otages. Chacune de ces missions est introduite par une séquence vidéo mélangeant images de synthèse et acteurs professionnels. Les missions prennent place dans différents types d'environnements dont des régions enneigées. Les missions peuvent favoriser des combats terrestres ou navals en fonction de la présence ou non d'étendues d'eau et de la surface de celles-ci.
Le mode escarmouche permet de jouer contre l'intelligence artificielle du jeu indépendamment de la campagne ou contre d'autres joueurs humains (jusqu'à huit joueurs) en réseau local ou sur Internet. Sept factions sont disponibles en multijoueur (contre deux en mode solo), chacune d'elles disposant de caractéristiques spécifiques et d'unités spéciales.
Un éditeur permet de créer de nouvelles cartes ou des scénarios qui peuvent être joués dans le mode escarmouche contre l'IA ou en multijoueur.

## Extensions et versions

### Extensions
Quelques mois après la sortie d'Alerte Rouge, en avril 1997, Virgin Interactive publie l'extension Command and Conquer : Alerte Rouge - Missions Taïga (Counterstrike en version originale) développé en coopération par Westwood Studios et Intelligent Games qui crée la majorité des nouvelles cartes. Cette extension inclut seize nouvelles missions, plus de cent cartes multijoueurs et de nouvelles unités basées sur des modèles existants dans le jeu original mais aux capacités modifiées. Missions Taïga introduit également la possibilité de jouer au mode secret « Ant Missions » dans lequel le joueur se bat contre des fourmis géantes dotées de super-armes. Dans cet easter egg, les unités utilisées sont jaunes, la couleur du GDI dans la saga Tiberium et l'arsenal, mêlant unités Alliées et Soviétiques (comme les tanks moyens et mammouth), ressemble beaucoup à celui du GDI. Ce mode est accessible en cliquant sur le haut-parleur en haut à droite du menu principal en pressant la touche Shift. Le CD contient aussi plusieurs thèmes pour Microsoft Plus!,.
Missions Taïga est suivie quelques mois après par une nouvelle extension officielle appelée Command and Conquer : Alerte Rouge - Missions M.A.D. (« Aftermath » en version originale), publiée par Virgin Interactive en septembre 1997. Comme la première, celle-ci est développée par Westwood Studios et Intelligent Games. Cette extension introduit 18 nouvelles missions, de nouvelles cartes et sept nouvelles unités. Les Alliés peuvent ainsi utiliser un tank capable de se téléporter ou des mécaniciens capables de réparer les véhicules alors que les Soviétiques deviennent capables de produire des sous-marins lance-missiles, des unités utilisant des attaques électriques ou encore un tank capable de déclencher des secousses sismiques. Les deux camps sont également dotés d'un camion transportant une bombe atomique qui explose lorsque le véhicule est détruit ou atteint sa cible,.

### Versions
À la fin de 1997, le jeu est porté sur PlayStation. Cette version contient de nouvelles armes, de nouveaux ennemis et des nouvelles missions mais reste très similaire au jeu original malgré une légère baisse de la qualité graphique.
En août 1998, Virgin Interactive publie une compilation du jeu original et de ses deux extensions sous le nom de Command and Conquer : Alerte Rouge : Missions Tesla (« Retaliation » en version originale) pour PC et PlayStation. La version PlayStation contient dix neuf vidéos inédites expliquant les objectifs de chaque mission qui n'étaient présentes dans les deux extensions précédentes pour PC. Elles sont présentées pour les Alliés par le général Carville, qui apparaît ensuite dans Alerte rouge 2, et pour les Soviétiques par le général Topolov (qui n'apparaît plus par la suite). Ces vidéos sont disponibles pour la version PC dans le mod « Red Alert: The Lost Files », (ou v3.03 TFD).

## Développement

### Influences
D’après Louis Castle, un des cofondateurs de Westwood Studios, l'équipe de développement eu l'idée de base du scénario d'Alerte Rouge en faisant des recherches sur l'histoire militaire pour le premier Command and Conquer. Ils découvrirent ainsi des projets fou, tel que l'expérience de Philadelphie, initiés pendant la Seconde Guerre mondiale par des chercheurs comme Nikola Tesla et visant à rendre possible les voyages dans le temps ou la téléportation. Ils décidèrent que le concept du jeu serait fondé sur l'hypothèse où ces recherches auraient abouties, donnant à celui-ci une ambiance proche de celle des films de science-fiction des années 1950,. L'objectif était également de se départir de l'horrible aspect de la « vraie guerre » telle qu'elle était présentée dans Command and Conquer pour rendre le jeu « un peu plus fantasque, un peu plus fantastique et plus fun ». La série Alerte Rouge devint ainsi délibérément plus théâtrale et fantastique que la série Tibérium qui resta caractérisé par un univers plus sombre. Toujours d'après Castle, l'équipe de développement souhaitait réaliser un jeu centré sur des « bad guys » mais s'étant lassé de voir les nazis incarner ceux-ci, ils décidèrent de ré-inventer l'histoire.

### Musique
La bande originale du jeu a été composée par Frank Klepacki et a été élue la meilleure bande originale de jeu vidéo de 1996 par PC Gamer et Gameslice. La première piste composé pour le jeu fut un morceau de heavy metal baptisé Hell March qui devint le thème principal du jeu après avoir été entendu pour la première fois par Brett Sperry. Ce thème deviendra un élément de base de la série Alerte rouge dont des variations sont présentes sur les bandes originales d'Alerte rouge 2 et d'Alerte rouge 3.
Les extensions Mission Taïga et Mission M.A.D. incluent chacun huit nouvelles pistes audio.

### Voix françaises
- Mario Santini : Staline
- Christian Visine : Gradenko
- Emmanuel Curtil (crédité comme voix nouvelle version)
- Gilbert Levy (crédité comme voix nouvelle version)

## Accueil

### Critique
| Command and Conquer : Alerte rouge |      |       |
| Média                              | Nat. | Notes |
| Sur PC (1996)                      |      |       |
| Coming Soon                        | US   | 90 %  |
| Computer Gaming World              | US   | 90 %  |
| Cyber Stratège                     | FR   | 80 %  |
| Game Revolution                    | US   | B     |
| GameSpot                           | US   | 95 %  |
| Gamezilla                          | US   | 99 %  |
| Gen4                               | FR   | 6/6   |
| Joystick                           | FR   | 87 %  |
| PC Team                            | FR   | 94 %  |
| Sur PlayStation (1997)             |      |       |
| Absolute PlayStation               | US   | 90 %  |
| Consoles +                         | FR   | 93 %  |
| Joypad                             | FR   | 89 %  |
| GameSpot                           | US   | 76 %  |
| IGN                                | US   | 80 %  |

Bénéficiant du succès de son prédécesseur, Alerte Rouge connaît dès sa sortie un important succès critique et commercial. Les sites web GameRankings et Metacritic lui accordent par exemple des scores de plus de 90 %, et le jeu se vend à plus de 1.5 million d'exemplaires en moins d'un mois. Le site web GameSpot le compare notamment à Civilization II et Quake, notant que comme eux, Alerte Rouge fait suite à un jeu légendaire mais qu'il réussit à l'éclipser. À sa sortie le jeu est félicité par de nombreuses critiques pour son affichage SVGA qui améliore la qualité des graphismes et des animations, rendant l'aspect du jeu « fin et convaincant »,. Les critiques ont également apprécié les scènes cinématiques qui rendent la succession des missions moins monotone même si les vidéos d'instructions jouées par de vrais acteurs sont jugées moins impressionnante du fait d'un jeu d'acteur parfois maladroit,. La plupart des critiques sont d'accord pour dire que le système de jeu est dans la droite lignée de celui de son prédécesseur mais précise que le design et la fonctionnalité des unités sont très réussies. Les critiques mettent notamment en avant la grande variété des unités présentes dans le jeu ainsi que le fait que celles-ci différent fortement d'une faction à l'autre qui est jugé comme inédit dans un jeu de stratégie en temps réel et qui permet aux deux factions d'être « extrêmement fun » à jouer ,. L'interface du jeu est jugé intuitive et très conviviale mais certaines critiques regrettent l'absence d'un brouillard de guerre similaire à celui de Warcraft II. Les campagnes du jeu sont décrites comme réussies notamment du fait de la grande variété et de la qualité du design des missions. D'après les critiques, l'intérêt du jeu s'en trouve « renouvelé à chaque mission » grâce entre autres aux missions faisant intervenir des troupes d'élite en nombre limité,,. L'intelligence artificielle est jugé insuffisante même si celle-ci s'est amélioré par rapport à celle de Command and Conquer. De nombreuses critiques mettent en avant le mode multijoueurs du jeu dans lequel il est possible d'incarner sept factions différentes, chacune doté de caractéristiques uniques,. Certains regrettent néanmoins la prédominance des « tank rush » qui ruine selon eux le jeu en réseau.

### Récompense
En avril 2000, Alerte Rouge  se place dixième au top 50 des meilleurs jeux de tous les temps par les lecteurs du magazine PC Gamer.